# (38081) 1999 HC10
1999 HC10 (asteroide 38081) é um asteroide da cintura principal. Possui uma excentricidade de 0.14880360 e uma inclinação de 4.57775º.
Este asteroide foi descoberto no dia 17 de abril de 1999 por LINEAR em Socorro.